# Per Eklund (kampsportare)
Per Eklund, född 12 november 1980, är en före detta MMA-fighter (fjädervikt och lättvikt) som var den första svensken någonsin att ställa upp i en UFC-gala då han mötte kanadensaren Sam Stout den 19 januari 2008 i UFC 80, en match han förlorade. En ny chans fick han i UFC 89 den 18 oktober 2008, mot fransmannen Samy Schiavo. Eklund vann via en strypning (rear naked choke) i den tredje ronden. Detta var den första svenska segern i UFC någonsin. I nästa match i UFC 95, den 21 februari 2009, förlorade han mot amerikanen Evan Dunham i första ronden på KO.
Eklund var aktiv MMA-fighter 2002-2011 (i UFC 2008-2009), tills han fick stoppa på grund av skaderisken.
Han blev regerande mästare i lättvikt i den brittiska organisationen Strike and Submit den 28 januari 2007, och försvarade titeln den 15 april 2007. Han har vunnit ett antal fyramanna-turneringar i Danmark och Finland och har en vinst över PRIDE Fighting Championships-veteranen David Baron.